# Mario Bezzi
Mario Bezzi (1 de agosto de 1868, Milán - 14 de enero de 1927, Turín) fue un italiano, profesor de zoología en la Universidad de Turín. También fue director del Museo de Historia Natural de Turín (Museo Regionale di Scienze Naturali (Museo Regional de Ciencias Naturales), Turín). Era Doctor en Ciencias y especialista en dípteros. 
Bezzi trabajó con Paul Stein, Teodoro Becker y Kertész Kálmán en Paläarktischen dipteren Katalog der publicado en Budapest desde 1903.

## Algunas publicaciones
- Diptera Brachycera and Athericera of the Fiji islands based on material in the British Museum [Natural History]. British Museum [Nat. Hist.], London: viii + 220 pp. (1928).
- Einige neue paläarrktische Empis-Arten. Pt. 1 18pp. (1909)
- Report on a collection of Bombyliidae from Central Africa 52 p. 1 pl (1911)
- Riduzione e scomparsa delle ali negli insetti ditteri 98 p. 11 figs (1916)
- Voyage Alluaud en Afrique Orientale. Bombyliidae & Syrphidae 35 p (1923)
- Ulteriori notizie sulla ditterofauna delle caverne. Atti Soc. Ven. -Trent. Sci. nat. 46: 177-187. (1907)
- Ditteri Eritrei raccolti dal Dott. Andreini e dal Prof. Tellini. Parte Seconda [1]. Boll. Soc. ent. ital. 39[1907]: 3-199. 1908
- Diptères suivi d'un Appendic e sur les Diptères cavernicoles recueillis par le Dr Absolon dans les Balcans. Arch. Zool. Exp. Gèn.  48: 1-87. (1911)
- Ditteri raccolti dal Prof. F. Silvestri durante il suo viaggio in Africa. Boll. Lab. Zool. gen. agr. Portici 8: 279-[281](1914).
- Contributo allo studio della fauna Libica. Materiali raccolti nelle zone di Misurata e Homs [1912-13] dal Dott. Alfredo Andreini, Capitano Medico. Ditteri. Annali del Museo Civico di Storia naturale di Genova, Serie 3. a 6[46]: 1-17 [?165-181](1914).
- Ditteri di Cirenaica raccolti dal Prof. Alessandro Ghigi durante l'escursione organaizzata dal Touring Club Italiano nel mese d'Aprile 1920. Atti Soc. Ven. -Trent. Sci. nat.  60: 1921:.
- Materiali per lo studio della fauna Tunisia raccolti da G. e L. Doria. Annali del Museo Civico di Storia Naturale di Genova, Serie 3a 10[50] 1922: 1-43. (1922).
- Materiali per una fauna dell'Arcipelago Toscano. XVII. Ditteri del Giglio. Annali del Museo Civico di Storia Naturale di Genova, Serie 3a 10[50] 1925: 291-354 [1-64]1925:.
- Bezzi, M. & C. G. Lamb, 1926: XXIII. Diptera [excluding Nematocera] from the Island of Rodriguez. Trans. ent. Soc. Lond. 3/4]: 537-573 (1925).
- Bezzi, M. & T. de Stefani-Perez, : Enumerazione dei Ditteri fino ad ora raccolti in Sicilia. Naturalista Siciliano An. II [Nuova Serie] 1-3: 1-48. (1897)

## Biografía y detalles de colección
- Ver Gaedicke y Groll[1]

## Abreviatura (zoología)
La abreviatura Bezzi  se emplea para indicar a Mario Bezzi como autoridad en la descripción y taxonomía en zoología.